# Непейцыно
Непейцыно — деревня в Судогодском районе Владимирской области России, входит в состав Андреевского сельского поселения.

## География
Деревня расположена в 27 км на северо-запад от центра поселения посёлка Андреево и 16 км на северо-восток от райцентра Судогды.

## История
В конце XIX — начале XX века деревня входила в состав Ликинской волости Судогодского уезда, с 1926 года — в составе Судогодской волости Владимирского уезда. В 1859 году в деревне числилось 27 дворов, в 1905 году — 62 дворов, в 1926 году — 69 дворов.
С 1929 года деревня являлась центром Непейцынского сельсовета Судогодского района, с 1940 года — в составе Ликинского сельсовета, с 2005 года — в составе Андреевского сельского поселения.

## Население
| 1859 | 1905 | 1926 | 2002 |
| ---- | ---- | ---- | ---- |
| 217  | 334  | 349  | 53   |

| 1859 | 1905 | 1926 | 2002 | 2010 | 2021 |
| ---- | ---- | ---- | ---- | ---- | ---- |
| 217  | ↗334 | ↗349 | ↘53  | ↘30  | ↘15  |